# Гюйс
Гюйс (на нидерландски: geus; на немски: Gösch; на английски: jack), наричан още крепостен флаг, носово знаменце или малък корабен национален флаг, се поставя на носа на военните кораби като заместител на държавния военноморски флаг.

## История
По време на средновековните мореплавания носовият (бушпритен) флаг е обозначавал от кое пристанище е кораба. Предполага се, че названието „гюйс“ произлиза от нидерландското geus – название, въведено от гьозите за носовите знаменца на техните кораби в периода на Нидерландската революция (1566 – 1609).

### Българският гюйс
Не е ясно кога е създаден първият български гюйс, но така или иначе той липсва в издадения през 1898 г. в Санкт Петербург „Албум на щандартите, флаговете и вимпелите на Руската империя и чуждите държави“. За пръв път се среща в съставения от полковник Богословски „Албум на щандартите и флаговете на чуждестранните държави“, издаден през 1912 г. Представлява бял квадратен плат с наложени върху него един върху друг червен хералдичен кръст и зелен андреевски кръст. От своя страна руският гюйс е повлиян от знамето на Великобритания. Цветово икуринята (на испански: Ikurriña) – флагът на Страната на баските, както и техните преселници в Северна и Южна Америка, наподобява българския гюйс.